# طان روزندال
طان روزندال (بالهولندية: Ton Roosendaal)‏ (مواليد 20 مارس 1960) هو مطور برامج هولندي اشتهر ببرنامج بلندر مفتوح المصدر، وهو رئيس لمؤسسة بلندر. في عام 2007 أسس معهد بلندر في أمستردام حيث يعمل على تنسيق التنمية.

## حياته
في عام 1998، أسس شركة تدعى نوت أي«العدد تسعة» من أجل زيادة تطوير بلندر.
بسبب انخفاض المبيعات، قرر المستثمرون بإغلاق جميع العمليات في أوائل عام 2002.

## مؤسسة بلندر
كان الهدف من مؤسسة بلندر أولاً إيجاد وسيلة لمواصلة تطوير وتعزيز بلندر كمجتمع يستند إلى مشروع مفتوح المصدر. في يوليو 2002، وافق المستثمرون على خطة من مؤسسة بلندر لمحاولة فتح مصدر في بلندر. استمرت تنمية بلندر ليومنا هذا، يقودها فريق من المتطوعين من مختلف أنحاء العالم، والتي تنسقها روزندال طن.

## روابط خارجية
- طان روزندال على موقع IMDb (الإنجليزية)
- طان روزندال على موقع قاعدة بيانات الفيلم (الإنجليزية)